# Łabędnik Mały
Łabędnik Mały (do 1945 r. niem. Klein Schwansfeld) – wieś w Polsce położona w województwie warmińsko-mazurskim, w powiecie bartoszyckim, w gminie Bartoszyce. W latach 1975–1998 miejscowość administracyjnie należała do województwa olsztyńskiego.
Przez miejscowość przebiega droga wojewódzka nr 592.

## Historia
W 1889 r. był to majątek ziemski o areale 254 ha.
W 1978 r. było tu 9 indywidualnych gospodarstw rolnych, gospodarujących na 110 ha. W tym okresie we wsi był punkt biblioteczny. W 1983 r. we wsi były 4 domu z 6. mieszkaniami i 31 mieszkańcami.